# Otto Gelsted-priset
Otto Gelsted-priset är ett danskt litterärt pris, som delas ut från Otto Gelsteds minnesfond. Denna upprättades 1970 av Otto Gelsteds universalarvinge. Priset utdelas sedan 1972 av Det Danske Akademi, sedan 1987 årligen, och är på 65 000 kronor. Det har traditionellt utdelats till unga författare för deras andra eller tredje bok.

## Pristagare
- 1972 – Jens Smærup Sørensen
- 1974 – Kirsten Thorup
- 1976 – Steen Kaalø
- 1978 – Ib Michael
- 1980 – Michael Buchwald
- 1982 – Vibeke Grønfeld
- 1983 – Michael Strunge
- 1985 – Søren Ulrik Thomsen
- 1987 – Eske K. Mathiesen
- 1988 – Knud Sørensen
- 1989 – Ejvind Larsen
- 1990 – Svend Johansen
- 1991 – Niels Barfoed
- 1992 – Per Øhrgaard
- 1993 – Bent Vinn Nielsen
- 1994 – Elias Bredsdorff
- 1995 – Erik Stinus
- 1996 – Peter Poulsen
- 1997 – Carsten Jensen
- 1998 – Bo Green Jensen
- 1999 – Niels Frank
- 2000 – Thomas Boberg
- 2001 – Inge Eriksen
- 2002 – Erik Skyum-Nielsen
- 2003 – Otto Steen Due
- 2004 – Ebbe Kløvedal Reich
- 2005 – Asger Paardekooper
- 2006 – Niels Hausgaard
- 2007 – Hans Otto Jørgensen
- 2008 – Pablo Llambias
- 2009 – Per Åge Brandt
- 2010 – Ursula Andkjær Olsen
- 2011 – Lars Bonnevie
- 2012 – Klaus Lynggaard
- 2013 – Anne Lise Marstrand-Jørgensen
- 2014 –  Harald Voetmann
- 2015 –  Lars Skinnebach
- 2016 –  Peder Frederik Jensen
- 2017 –  Christian Lollike
- 2018 –  Jeppe Brixvold
- 2019 –  Christina Hagen
- 2020 –  Ingen mottagare
- 2021 –  C.Y. Frostholm
- 2022 –  Lone Aburas
- 2023 –  Caroline Albertine Minor
- 2024 –  Maja Lee Langvad